# 北嶋徹
TK（ティーケー、1982年12月23日 - ）は、日本のミュージシャン、ギタリスト。スリーピースロックバンド凛として時雨のボーカリスト・ギタリスト。ソロでの活動時には「TK from 凛として時雨」名義を用いる。本名、北嶋 徹（きたじまとおる）。東京都町田市出身。

## 来歴

### 2011年 - 2012年：ソロプロジェクトの始動、『flowering』
2011年4月27日、初のソロ作品「film A moment」を完全生産限定でリリース。DVDと自身がスコットランドとアイルランドにて撮りためた写真を収めたフォトブックを合わせた発売となった。それに合わせ、6月24日から7月10日までの間、東京・原宿 Luckandにて同作品で使用されたカメラやギターなどが展示されたギャラリーショップがオープンした。
2012年5月1日、初のソロスタジオ・アルバム「flowering」をリリース。CDのみの通常盤とスタジオライブ映像を納めたDVDが付属する初回限定盤の2仕様でリリースされた。
2012年8月30日、東京・渋谷公会堂で行われたライブイベント「Fly like an Eagle」に出演。ソロとして初となるライブとなった。

### 2013年 - 2014年：ソロとして初のタイアップ、『Fantastic Magic』
2013年6月5日に発売されたSMAPのシングル「Joy!!」のカップリング曲「掌の世界」の作詞作曲を担当。初となる他のアーティストへの楽曲提供となった。編曲はCutemenや電気グルーヴで活動していたCMJKが担当した。
2013年6月12日に発売されたSpangle call Lilli lineのベストアルバム「SINCE2」に参加。代表曲「nano」をリミックスした「nano - TK kaleidoscope Remix」が収録された。翌日13日にはSpangle call Lilli lineのメンバーでもある笹原清明と映像作家の北山大介が監督を務めたミュージックビデオが公開された。
2013年8月2日から4日にかけて開催されるロックフェス「ROCK IN JAPAN FESTIVAL 2013」にソロとして初の野外フェス出演。出演は最終日の4日で、2番目に大きいステージ「LAKE STAGE」の大トリを務める。9月1日には「SPACE SHOWER SWEET LOVE SHOWER 2013」への出演も果たした。
2013年9月15日から29日にかけてオンエアされるJRA「THE LEGEND」スプリンターズS編のCM音楽を製作。初となるCM音楽への楽曲提供となった。
2014年2月21日から3月13日にかけて弾き語りによるツアー「TK Acoustic & Electric TOUR 2014 "Killing you softly"」が開催された。
2014年3月5日にミニアルバム「contrast」がリリースされた。
2014年4月30日に発売されたDIR EN GREYのボーカル京によるソロプロジェクトsukekiyoの1stアルバム「IMMORTALIS」の初回限定盤ボーナスCDにTKによる「zephyr」のリミックス音源が収録された。
2014年6月12日から21日にかけて、3都市3公演による初のホールツアー「TK from 凛として時雨 TOUR 2014 "contrast"」が開催された。
2014年6月25日に発売された南壽あさ子のシングル曲「みるいろの星」のサウンドプロデュースを担当している。
2014年7月23日に新曲「unravel」がシングルリリースされた。同楽曲は7月から9月までTOKYO MX他にて放送された石田スイ原作、アニメ「東京喰種トーキョーグール」のオープニングテーマとして書き下ろされたものである。
2014年8月27日に2ndアルバム「Fantastic Magic」がリリースされた。それに伴い10月8日から4都市4公演のライブハウスツアー「TK from 凛として時雨 TOUR 2014“Fantastic Color Collection”」が開催された。

### 2015年 - 2016年：『white noise』
2015年7月18日にビルボードライブ東京、7月20日にビルボードライブ大阪においてワンマンライブを開催した。同公演にはソロ名義の楽曲だけでなく、凛として時雨の楽曲も交えて演奏された。
2016年2月4日に自主企画「error for 0 vol.1」が開催された。ゲストにはthe HIATUSが招かれた。
2016年3月2日にミニアルバム「Secret Sensation」がリリースされた。また、同日に発売された安藤裕子の9thアルバム「頂き物」の収録曲「Last Eye」の作曲を担当。
2016年3月11日にテレビ朝日系列で放送されている音楽番組「ミュージックステーション」に出演。「Secret Sensation」を披露した。
2016年3月20日から4月16日にかけて、5都市5公演のツアー「TK from 凛として時雨 TOUR 2016 "Secret Sensation"」が開催された。
2016年7月6日に発売されたAimerのシングル「insane dream/us」の収録曲「us」の楽曲提供ならびにプロデュースを担当。
2016年9月12日、新木場STUDIO COASTで自主企画「error for 0 vol.2」が開催された。ゲストにはAimerが招かれた。
2016年9月28日に3rdアルバム『white noise』をリリース。それに伴い、11月からリリースツアー「TK from 凛として時雨 Tour 2016 “Signal to Noise”」を開催された。

### 2017年 - 2020年：『彩脳』
2017年6月1日、東京・新木場 STUDIO COAST、2017年6月8日に大阪・なんばHatchで自主企画イベント「error for 0 vol.3」が開催された。ゲストにはsyrup16gが招かれた。
2017年10月7日から10月14日にかけて、東名阪ツアー「Acoustique Electrick Session」を開催された。
2018年10月25日、大阪・なんばHatch、11月1日に東京・新木場 STUDIO COASTで自主企画イベント「error for 0 vol.4」が開催された。ゲストにはACIDMANが招かれた。
2018年12月14日、めぐろパーシモンホールで「Acoustic fake show vol.1」が開催された。
2019年2月7日、女王蜂主催対バン企画「蜜蜂ナイト4」に招かれた。
2019年2月9日から4月9日にかけて、「TK from 凛として時雨 katharsis Tour 2019」を開催。4月5,7,9日は「katharsis Tour 2019 in Asia」としてアジアで公演が行われた。
2020年4月15日、5thアルバム『彩脳』をリリースした。
2020年11月19日、Spotifyでの「unravel」の再生回数が自身初となる1億回を突破した。

### 2021年 - 現在：ソロデビュー10周年、『egomaniac feedback』
2021年4月14日、3rdミニアルバム『yesworld』をリリースした。
2021年10月13日、自身初のベストアルバム『egomaniac feedback』をリリースした。
2021年11月10日、Spotifyの「過去5年間に海外で最も再生された日本のアーティストの楽曲」にて、「unravel」が1位を獲得した。
2022年9月19日、TVアニメ『チェンソーマン』のエンディングテーマの一つに新曲「first death」が起用されることが発表された。11月30日、TVアニメ『チェンソーマン』の第8話放送終了後に「first death」が配信リリースされ、12月21日にCDシングルが発売された。
2023年4月9日、TVアニメ『機動戦士ガンダム 水星の魔女』Season2のエンディングテーマに自身がアイナ・ジ・エンドに楽曲提供した「Red:birthmark」が起用されたことが公開され、翌日の4月10日より本楽曲の配信が開始された。
2023年4月21日、自身初となる書き下ろしエッセイ『ゆれる』を発売することが発表され、同年6月21日に発売された。
2023年11月1日、NHK『みんなのうた』の2023年12月・2024年1月放送曲に新曲「クジャクジャノマアムアイア」が起用されたことが発表された。
2024年2月25日、TVアニメ『僕のヒーローアカデミア』第7期のオープニングテーマに自身の新曲が起用されたことが発表され、3月24日に曲名が「誰我為」であることが明らかになった。本楽曲は5月4日に配信リリースされ、6月5日にCDリリースされる予定である。

## 音楽性
ポスト・ハードコア、マスロックを背景とした、音の強弱によって生まれる重厚なバンドアンサンブルや音数の多さ、歪みを効かせたギターなどの鋭いサウンドを特徴とする。
ソロ名義の「TK from 凛として時雨」で発表される楽曲は、スリーピースの凛として時雨と打って変わってピアノやストリングスが加わり、バンドサウンドの激しさを保ちつつも、楽曲の持つ繊細さが増したものとなっている。TKはソロの楽曲制作について「ひとりで制作する上では、制限がない」とバンドとの楽曲制作の違いを語っている。
影響を受けたアーティストはミューズ、レディオヘッド、ニルヴァーナ、スマッシング・パンプキンズ、マーズ・ヴォルタ、ジーザス＆メリーチェイン、オアシス、ビートルズ。

## 作品

### 書籍
| 発売日        | タイトル | ISBN          | 出版社   |
| ------------- | -------- | ------------- | -------- |
| 2023年6月21日 | ゆれる   | 9784046056924 | KADOKAWA |

### スタジオ・アルバム
| 枚  | 発売日        | タイトル        | レーベル                                     | 規格 / 規格品番                                                                                            | オリコン | オリコン |
| 枚  | 発売日        | タイトル        | レーベル                                     | 規格 / 規格品番                                                                                            | 最高位   | 登場回数 |
| --- | ------------- | --------------- | -------------------------------------------- | --- | -------- | -------- |
| 1st | 2012年6月27日 | flowering       | ソニー・ミュージックアソシエイテッドレコーズ | 通常盤：CD / AICL-2392 初回生産限定盤：CD+DVD / AICL-2390～1                                               | 14位     | 6回      |
| 2nd | 2014年8月27日 | Fantastic Magic | ソニー・ミュージックアソシエイテッドレコーズ | 通常盤：CD / AICL-2717 初回生産限定盤：CD+DVD / AICL-2715～6                                               | 12位     | 10回     |
| 3rd | 2016年9月28日 | white noise     | ソニー・ミュージックアソシエイテッドレコーズ | 通常盤：CD / AICL-3174 初回生産限定盤：CD+DVD / AICL-3172～3 初回生産限定豪華盤：CD+Blu-ray / AICL-3170～1 | 14位     | 5回      |
| 4th | 2020年4月15日 | 彩脳            | ソニー・ミュージックアソシエイテッドレコーズ | 通常盤：CD / AICL-3888 初回生産限定盤：2CD / AICL-3886～7                                                  | 8位      | 8回      |

### EP
| 枚  | 発売日        | タイトル         | レーベル                                     | 規格 / 規格品番                                                  | オリコン | オリコン |
| 枚  | 発売日        | タイトル         | レーベル                                     | 規格 / 規格品番                                                  | 最高位   | 登場回数 |
| --- | ------------- | ---------------- | -------------------------------------------- | ---------------------------------------------------------------- | -------- | -------- |
| 1st | 2014年3月5日  | contrast         | ソニー・ミュージックアソシエイテッドレコーズ | 通常盤：CD / AICL-2646 初回生産限定盤：CD+DVD / AICL-2644～5     | 10位     | 6回      |
| 2nd | 2016年3月2日  | Secret Sensation | ソニー・ミュージックアソシエイテッドレコーズ | 通常盤：CD / AICL-3053 初回生産限定盤：CD+DVD / AICL-3051～2     | 11位     | 5回      |
| 3rd | 2021年4月14日 | yesworld         | ソニー・ミュージックアソシエイテッドレコーズ | 通常盤：CD / AICL-4048 初回生産限定盤：CD+Blu-ray / AICL-4046～7 | 13位     | 2回      |

### シングル
| 枚  | 発売日         | タイトル                                  | レーベル                                     | 規格                                                     | 規格品番                                                                    | オリコン 最高順位 | 収録アルバム       |
| --- | -------------- | ----------------------------------------- | -------------------------------------------- | -------------------------------------------------------- | --------------------------------------------------------------------------- | ----------------- | ------------------ |
| 1st | 2014年7月23日  | unravel                                   | ソニー・ミュージックアソシエイテッドレコーズ | CD (通常盤) CD＋DVD (初回生産限定盤) CD (期間生産限定盤) | AICL-2706 (通常盤) AICL-2704～5 (初回生産限定盤) AICL-2707 (期間生産限定盤) | 9位               | Fantastic Magic    |
| 2nd | 2016年9月7日   | Signal                                    | ソニー・ミュージックアソシエイテッドレコーズ | CD (通常盤) CD (期間限定盤)                              | AICL-3152 (通常盤) AICL-3153 (期間限定盤)                                   | 18位              | white noise        |
| 3rd | 2018年11月21日 | katharsis                                 | ソニー・ミュージックアソシエイテッドレコーズ | CD (通常盤) 2CD (初回生産限定盤)                         | AICL-3606 (通常盤) AICL-3604～5 (初回生産限定盤)                            | 21位              | 彩脳               |
| 4th | 2019年3月6日   | P.S. RED I                                | ソニー・ミュージックアソシエイテッドレコーズ | CD (通常盤) CD+DVD (初回生産限定盤)                      | AICL-3665 (通常盤) AICL-3663～4 (初回生産限定盤)                            | 25位              | 彩脳               |
| 5th | 2020年1月22日  | 蝶の飛ぶ水槽                              | ソニー・ミュージックアソシエイテッドレコーズ | CD (期間生産限定盤A) CD+DVD (期間生産限定盤B)            | AICL-3800 (期間生産限定盤A) AICL-3801～3802 (期間生産限定盤B)               | 33位              | 彩脳               |
| 6th | 2021年10月13日 | will-ill                                  | ソニー・ミュージックアソシエイテッドレコーズ | CD (完全限定盤)                                          | AICL-4126 (完全限定盤)                                                      | 33位              | egomaniac feedback |
| 7th | 2022年3月16日  | As long as I love/Scratch (with 稲葉浩志) | ソニー・ミュージックアソシエイテッドレコーズ | CD (完全生産限定盤)                                      | AICL-4218 (完全生産限定盤)                                                  | 6位               | 未公表             |
| 8th | 2022年12月21日 | first death                               | ソニー・ミュージックアソシエイテッドレコーズ | CD (完全生産限定盤)                                      | AICL-4310 (完全生産限定盤)                                                  | 24位              | 未公表             |
| 9th | 2024年6月5日   | 誰我為                                    | ソニー・ミュージックアソシエイテッドレコーズ | CD (通常盤) CD+Blu-ray (期間生産限定盤)                  | AICL-4588 (通常盤) AICL-4589 (期間限定盤)                                   | 24位              | Whose Blue         |

### 配信限定シングル
|      | 配信日         | タイトル                                               | 規格                   | 備考                                                                |
| ---- | -------------- | ------------------------------------------------------ | ---------------------- | ------------------------------------------------------------------- |
| 1st  | 2015年5月20日  | unravel (acoustic version)                             | デジタル・ダウンロード |                                                                     |
| 先行 | 2016年7月15日  | Signal (TV edit)                                       | デジタル・ダウンロード |                                                                     |
| 先行 | 2018年10月10日 | katharsis (TV edit)                                    | デジタル・ダウンロード |                                                                     |
| 先行 | 2018年10月10日 | katharsis                                              | デジタル・ダウンロード | サブスク配信は11月21日より開始。                                    |
| 2nd  | 2019年10月2日  | melt (with suis from ヨルシカ)                         | デジタル・ダウンロード |                                                                     |
| 先行 | 2020年1月7日   | 蝶の飛ぶ水槽                                           | デジタル・ダウンロード | シングル「蝶の飛ぶ水槽」より先行配信。                              |
| 先行 | 2020年4月1日   | 凡脳                                                   | デジタル・ダウンロード | アルバム『彩脳』より先行配信。                                      |
| 先行 | 2020年4月8日   | copy light                                             | デジタル・ダウンロード | アルバム『彩脳』より先行配信。                                      |
| 3rd  | 2020年4月22日  | 彩脳 -TK Side-                                         | デジタル・ダウンロード |                                                                     |
| 4th  | 2020年7月24日  | copy light - From THE FIRST TAKE                       | デジタル・ダウンロード |                                                                     |
| 5th  | 2020年7月24日  | unravel - From THE FIRST TAKE                          | デジタル・ダウンロード |                                                                     |
| 6th  | 2020年12月23日 | Dramatic Slow Motion (Reconstructed 2020)              | デジタル・ダウンロード |                                                                     |
| 7th  | 2021年2月10日  | unravel (n-buna from ヨルシカ Remix) - Exhibition edit | デジタル・ダウンロード |                                                                     |
| 先行 | 2022年2月17日  | Scratch (with 稲葉浩志)                                | デジタル・ダウンロード | シングル「As long as I love/Scratch (with 稲葉浩志)」より先行配信。 |
| 先行 | 2022年11月30日 | first death                                            | デジタル・ダウンロード | シングル「first death」より先行配信。                               |
| 8th  | 2022年12月21日 | first death (Slushii Remix)                            | デジタル・ダウンロード |                                                                     |
| 9th  | 2024年5月4日   | 誰我為                                                 | デジタル・ダウンロード | シングル「誰我為」より先行配信。                                    |

### ベスト・アルバム
| 年     | 情報 | オリコン 最高順位 |
| ------ | --- | ----------------- |
| 2021年 | egomaniac feedback - 発売日: 2021年10月13日 - レーベル: ソニー・ミュージックアソシエイテッドレコーズ - 規格: CD、デジタル・ダウンロード - 規格品番: AICL-4120〜3 (初回生産限定盤)、AICL-4124〜5 (通常盤) | 27位              |

### 映像作品
| 年     | 情報 | オリコン 最高順位 |
| ------ | --- | ----------------- |
| 2011年 | film A moment - 発売日: 2011年4月27日 - レーベル: ソニー・ミュージックアソシエイテッドレコーズ - 規格: DVD+フォトブック - 規格品番: AIBL-9214 | 20位              |

### 参加作品
| 発売日                                            | 曲名                                | アーティスト            | 収録作品                                        | 備考                                                             |
| ------------------------------------------------- | ----------------------------------- | ----------------------- | ----------------------------------------------- | ---------------------------------------------------------------- |
| 2010年1月13日                                     | switch - TK remix                   | acid android            | alcove / 1                                      | リミックスを担当                                                 |
| 2010年10月27日                                    | mode inversion                      | acid android            | code                                            | ギタリストとして参加                                             |
| 2013年6月5日                                      | 掌の世界                            | SMAP                    | Joy!!                                           | 掌の世界（作詞・作曲）                                           |
| 2013年6月12日                                     | nano - TK kaleidoscope Remix        | Spangle call Lilli line | SINCE2                                          | 代表曲「nano」のリミックス「nano - TK kaleidoscope Remix」に参加 |
| 2014年4月30日                                     | zephyr Remixed by TK (凛として時雨) | sukekiyo                | IMMORTALIS                                      | 初回限定盤ボーナスCDの収録曲「zephyr」のリミックス音源に参加     |
| 2014年6月25日                                     | みるいろの星                        | 南壽あさ子              | みるいろの星                                    | サウンドプロデュース                                             |
| 2014年9月3日                                      | Dramatic Starlight                  | SMAP                    | Mr.S                                            | 作詞・作曲を担当                                                 |
| 2016年3月2日                                      | Last Eye                            | 安藤裕子                | 頂き物                                          | 作曲を担当                                                       |
| 2016年9月21日                                     | 声色                                | Aimer                   | daydream                                        | 作詞・作曲・編曲を担当                                           |
| 2016年9月21日                                     | us                                  | Aimer                   | daydream                                        | 作詞・作曲・編曲を担当                                           |
| 2017年8月30日                                     | draw (A) drow                       | 大森靖子                | draw (A) drow                                   | 表題曲の作曲・編曲を担当                                         |
| 2019年4月10日                                     | Stand By You                        | Aimer                   | Penny Rain                                      | 作詞・作曲・編曲を担当                                           |
| 2020年10月2日                                     | unforever                           | りぶ                    | unforever                                       | 表題曲の作詞・作曲・編曲を担当                                   |
| 2020年12月9日                                     | 光の悪魔                            | εpsilonΦ                | 銀の百合/バンザイRIZING!!!/光の悪魔             | 作詞・作曲・編曲を担当                                           |
| 2022年6月8日                                      | de messiah                          | 東山奈央                | あの日のことば/Growing                          | 作詞・作曲・共編曲を担当                                         |
| 2022年7月10日（配信） 2022年9月14日（フィジカル） | Awake                               | 早見沙織                | Awake                                           | 表題曲の作曲・編曲を担当                                         |
| 2022年9月14日                                     | 独創収差                            | Afterglow               | 独創収差                                        | 表題曲の作詞・作曲・編曲を担当                                   |
| 2023年4月10日                                     | Red:birthmark                       | アイナ・ジ・エンド      | Red:birthmark                                   | 作詞・作曲・プロデュースを担当                                   |
| 2023年7月25日                                     | six feet under                      | Mori Calliope           | JIGOKU 6                                        | 共作詞・作曲・編曲を担当                                         |
| 2023年11月15日                                    | 逆光 - replica -                    | Vaundy                  | replica                                         | ギタリストとして参加                                             |
| 2023年12月20日                                    | Black Out See Saw                   | ALKALOID                | あんさんぶるスターズ!! アルバムシリーズ『TRIP』 | 作詞・作曲を担当                                                 |
| 2024年1月14日                                     | request                             | krage                   | request                                         | 作詞・作曲・プロデュースを担当                                   |
| 2024年3月20日                                     | 絶絶絶絶対聖域                      | ano feat. 幾田りら      | 絶絶絶絶対聖域                                  | 表題曲の作曲・編曲を担当                                         |
| 2024年7月26日                                     | Love Sick                           | アイナ・ジ・エンド      | Love Sick                                       | 作詞・作曲・プロデュースを担当                                   |

## ミュージックビデオ

### その他
| 公開日     | タイトル                                                                   |
| ---------- | -------------------------------------------------------------------------- |
| 2012/04/22 | flower (fragment)                                                          |
| 2012/04/22 | film A moment DVD trailer                                                  |
| 2012/04/24 | Abnormal trick (fragment)                                                  |
| 2012/04/26 | haze (fragment)                                                            |
| 2012/04/30 | 12th laser (fragment)                                                      |
| 2012/05/07 | phase to phrase (fragment)                                                 |
| 2012/05/13 | fourth (fragment)                                                          |
| 2012/05/22 | studio live trailer                                                        |
| 2013/12/06 | Special Trailer for TK Acoustic ＆ Electric TOUR 2014 "Killing you softly" |
| 2014/02/14 | 1st EP "contrast" digest trailer                                           |
| 2014/05/30 | unravel(fragment)                                                          |
| 2014/07/22 | 1st Single "unravel" digest trailer                                        |
| 2016/01/28 | Secret Sensation(fragment)                                                 |
| 2016/02/11 | subliminal(fragment)                                                       |
| 2016/02/19 | ear+f(fragment)                                                            |
| 2016/02/26 | like there is tomorrow(fragment)                                           |
| 2016/07/07 | 『Signal』CM SPOT                                                          |
| 2016/09/12 | 「white noise」Bonus BD/DVD Digest Trailer                                 |
| 2018/10/09 | 『katharsis』Teaser Movie                                                  |
| 2018/12/13 | 「katharsis」Digest Trailer                                                |
| 2019/02/07 | 『P.S. RED I』Teaser Movie                                                 |
| 2019/03/01 | Studio Live Session & Documentary at LANDMARK STUDIO / Digest Trailer      |
| 2020/05/22 | TK from凛として時雨 Recording documentary & Rehearsal for “SAINOU”         |

## タイアップ
| 起用年 | 楽曲                                 | タイアップ                                                                                                 |
| ------ | ------------------------------------ | --- |
| 2014年 | unravel                              | テレビアニメ『東京喰種トーキョーグール』オープニングテーマ                                                 |
| 2015年 | unravel (acoustic version)           | テレビアニメ「東京喰種トーキョーグール√A」最終話挿入歌                                                     |
| 2015年 | Fantastic Magic                      | アニメ『ニンジャスレイヤー フロムアニメイシヨン』配信版第15話エンディングテーマ                            |
| 2016年 | Signal                               | MBS・TBS系「アニメイズム」枠テレビアニメ『91Days』オープニングテーマ                                       |
| 2018年 | katharsis                            | テレビアニメ『東京喰種トーキョーグール:re』最終章オープニングテーマ                                        |
| 2019年 | P.S. RED I                           | ソニー・ピクチャーズ エンタテインメント配給アニメ映画『スパイダーマン:スパイダーバース』日本語吹替版主題歌 |
| 2020年 | 蝶の飛ぶ水槽                         | テレビアニメ『pet』オープニングテーマ                                                                      |
| 2021年 | unravel (n-buna from ヨルシカ Remix) | 「石田スイ展［東京喰種▶JACKJEANNE］」テーマソング                                                          |
| 2021年 | will-ill                             | テレビアニメ『コードギアス 反逆のルルーシュ』テレビアニメ15周年 エンディングテーマ                         |
| 2022年 | first death                          | テレビアニメ『チェンソーマン』第8話エンディングテーマ                                                      |
| 2023年 | クジャクジャノマアムアイア           | NHK『みんなのうた』2023年12月・2024年1月オンエア楽曲                                                       |
| 2024年 | 誰我為                               | テレビアニメ『僕のヒーローアカデミア』第7期オープニングテーマ                                              |
| 2025年 | UN-APEX                              | テレビアニメ『俺だけレベルアップな件』第2期エンディングテーマ                                              |

## ライブ
*凛として時雨としての出演は除く。

## 使用機材
- ギター[79]
  - Schecter AC-TK-TE-WH/SIG
  - Taylor 314ce
  - Taylor 354ce
  - Taylor NS24e
- エフェクター
  - VEMURAM Jan Ray[80]
  - Providence PRX-2S[81]
  - KORG DT-10[81]
  - BOSS LS-2[81]
  - ZOOM MS-100BT[82]
  - BOSS DA-2[81]
  - ONE CONTROL TORNADO Fx TORNADO Drive Brass
  - Barbarossa URANUS[81]
  - Barbarossa GARGOYLE[81]
  - CARL MARTIN Hot Drive'n Boost mk3[83]
  - ARION SPH-1[80]
  - DigiTech DigiDelay[81]
  - Eventide H9[80]
- アンプ
  - Fender Twin Reverb[80]
  - Kemper Profiling Amplifier[84]
- 弦
  - SIT Strings Power Wound S1046 Light
- カポタスト
  - D'Addario NS Artist Drop Tune Capo
- ピック
  - Schecter SPA-TK10 WH
  - Schecter SPA-TK10 WH/2
- イヤーモニター
  - SHURE SE535 Special Edition

## 出演

### テレビ番組
- ミュージックステーション（2016年3月11日、テレビ朝日）
- 69号室の住人（2020年4月15日、TOKYO MX）
- Love music（2020年7月6日、フジテレビ）
- MUSIC BLOOD（2022年3月18日、日本テレビ）
- バズリズム02（2024年6月15日、日本テレビ）
- CDTVライブ!ライブ!（2024年6月24日、TBSテレビ）
- あのちゃんの電電電波♪（2024年7月10日、テレビ東京）